# Методики аналізу якості підручників
Методики аналізу якості підручників—1)алгоритм, за яким можна вивчити та дослідити якість підручників

## Історія
У 50-х роках. Н. О. Менчинська та Є. Й. Перовський серед найважливіших методів «наукової перевірки» виділяли спостереження, бесіду, природний експеримент, вивчення думок безпосередніх користувачів — вчителів та педагогів. Пізніше дослідники робили акцент на теоретичних дослідженнях.

## Класифікація
Виходячи з того, що навчальна книга аналізується на різних етапах її розробки і створення, найзручнішою є така класифікація: поділ на * теоретичні методи (метод аналізу рукопису); * емпіричні методи (метод оцінювання готового підручника).

## Специфіка
Недолік теоретичних методів — відсутність зворотного зв'язку: не досліджується книга в процесі її функціонування в навчальному процесі.
Недолік емпіричних — суб'єктивність: вчитель може негативно оцінити новий підручник лише через те, що звик працювати зі старим; учень може не виявити своїх знань через власний низький інтелектуальний рівень. Саме тому необхідно проводити інструктаж чи методичну підготовку вчителів і учнів, які беруть участь у експерименті.
До недоліків емпіричних методів відносять проблему достовірності інформації: не завжди можна довіряти отриманій інформації. Тому застосовують принцип тріангуляції — отримання однієї й тієї ж інформації з різних джерел чи за різних обставин. Наприклад, якщо учень заявляє, що він жодного разу не скористався підручником, дослідник повинен перевірити цю інформацію 1) опитавши ще трьох учнів; 2) опитавши вчителя, батьків; 3) змінити методики отримання інформації (анкета, відвідування уроку тощо).

## Класифікація
В теоретичному аналізі розрізняють такі підвиди: описовий, порівняльний і матричний.
- Описовий аналіз — це аналіз одного підручника за одним критерієм (характеристика методичної системи, реалізація розвивальної функції).
- Порівняльний аналіз — це зіставлення відповідних показників якості одного підручника з однойменними показниками іншого, порівняння старих і нових підручників, альтернативних, вітчизняних і зарубіжних.
- Матричний аналіз — повний облік критеріїв оцінювання шкільного підручника
- Діагностичний аналіз постфактум — це оцінка книги після її виготовлення, але до запровадження у школи.

Серед найбільш поширених емпіричних методів вчені розрізняють спостереження, анкетування та тестування.
- Спостереження та опитування вчителів та учнів, які користуються даним підручником, а також вивчення рівня знань школярів, рецензування. Враховуються робота з підручником на уроці, а також можливості самостійного опрацювання підручника учнем, конспекти уроків, питома вага роботи з підручником на уроці, використання додаткових матеріалів.

При опитуванні бажано не використовувати «навіювальних» запитань; задавати запитання, різні за характером.
- Анкетне опитування вчителів і учнів, які працюють з підручником. Ефективність його використання зумовлюється правильним формулюванням запитань. Саме тому варто дотримуватись рекомендацій:

1. в анкеті пропонувати як закриті запитання — з переліком можливих відповідей, так і відкриті — вони дадуть змогу вчителеві проаналізувати власний досвід і досвід колег, висловити свої міркування;
2. анкета повинна містити запитання, які стосуються і узагальнених характеристик підручника, і окремих його структурних елементів, і можливостей роботи з ним у навчальному процесі.

- Рівень засвоєння учнями знань, умінь, навичок. Фактично, це перевірка через контрольні роботи та тестування.

Один з ефективних методів — використання єдиних текстів для школярів, які навчалися за різними підручниками.
Інший метод — метод порівняння за кількістю безпомилкових відповідей (розв'язків). Результати контрольної за новим підручником порівнюються з результатами контрольної, яка проводилась кілька років тому за старим.